# Grand Prix du Conseil municipal de la ville de Paris (Sprint)
Der Grand Prix du Conseil municipal de la ville de Paris (deutsch: Großer Preis des Stadtrats von Paris) war ein Wettbewerb im Bahnradsport für Sprinter, der 1905 begründet und bis 1952 auf der Radrennbahn Vélodrome d’Hiver in Paris veranstaltet wurde.

## Geschichte
Der Grand Prix du Conseil municipal de la ville de Paris wurde im Januar 1905 vom Pariser Stadtrat zum ersten Mal als Sprintwettberwerb für Berufsfahrer ausgerichtet. Austragungsort war die Pariser Winterbahn. Das Rennen war als Pendant zum Grand Prix du Paris gedacht, der jeweils im Sommer bestritten wurde. Am Start waren regelmäßig die besten Radsprinter der Welt. Traditionell wurde der Grand Prix im Januar ausgefahren. In einigen Jahren gab es eine zweite Austragung im Dezember. Für Steher gab es ebenfalls einem Wettbewerb unter diesem Namen.

## Palmarès
- 1905  Gabriel Poulain
- 1906  Otto Meyer
- 1907  Gabriel Poulain
- 1911  Émile Friol
- 1912  Émile Friol
- 1913  Léon Hourlier
- 1914  Frank Kramer
- 1915–1924 nicht ausgetragen
- 1925  Ernst Kaufmann
- 1926  Lucien Michard
- 1927 (1)  Lucien Michard
- 1927 (2)  Avanti Martinetti
- 1928 nicht ausgetragen
- 1929 (1)  Piet Moeskops
- 1929 (2)  Lucien Michard
- 1930  Lucien Michard
- 1931  Willy Falck Hansen
- 1932  Jef Scherens
- 1933  Lucien Faucheux
- 1934  Lucien Michard
- 1935 ?
- 1936 (1)  Jef Scherens
- 1936 (2)  Lucien Michard
- 1937 nicht ausgetragen
- 1938 (1)  Louis Gérardin
- 1938 (2)  Bruno Loatti
- 1937–1941 nicht ausgetragen
- 1942 (1)  Arie van Vliet
- 1942 (2)  Jef Scherens
- 1943–1946 nicht ausgetragen
- 1947  Arie van Vliet
- 1948  Arie van Vliet
- 1949  Reg Harris
- 1950  Reg Harris
- 1951 ?
- 1952  Reg Harris